# Сцинавское княжество
Сцинавское княжество или герцогство Штайнау (пол. Księstwo ścinawskie, чеш. Stínavské knížectví; нем. Herzogtum Steinau) — одно из Силезских княжеств со столицей в городе Сцинава (Штайнау-ан-дер-Одер).
Самостоятельное Сцинавское княжество возникло в 1278 году: младшие братья князя Генриха III Глоговского потребовали выделения отдельных уделов. В результате Конрад получил Сцинаву, а Пшемысл — Жагань и Новогруд-Бобжаньский. В 1284 году братья поменялись владениями: Пшемысл получил Сцинаву, а Конрад вместо Сцинавы стал править в Жагани. Первый период самостоятельного существования княжества был недолгим; после смерти Пшемысла в 1289 году Сцинаву на права суверена забрал вроцлавский князь Генрих IV Пробус, а после его смерти в следующем году оно перешло к Генриху III Глоговскому.
В 1312 году пятеро сыновей Генриха III разделили его владения. Сцинавское княжество вместе с Жаганью и Познанью досталась братьям Генриху IV, Яну и Пшемыслу. Пять лет спустя братья снова разделили владения, и единоличным правителем Сцинавы стал князь Ян Сцинавский.
29 апреля 1329 года князь Ян принес вассальную присягу королю Чехии Иоанну Люксембургскому; за это чешский король гарантировал ему право распоряжаться судьбой своих земель, не спрашивая мнения братьев. В 1336 году князь Ян решил завещать Сцинавское княжество Иоанну Люксембургского в обмен на право управления Глогувом до конца его жизни. Только резкие протесты братьев Яна вынудили участников этой сделки аннулировать ее. Чтобы не допустить продажи или раздела княжества братья князя Яна Генрих IV Верный и Конрад I Олесницкий 27 августа 1337 года приобрели у него права на Сцинавское княжество с сохранением его суверенитета до конца жизни. 
Тем не менее после смерти Яна Сцинавского в 1361/1365 году король Чехии забрал половину княжества и начался полуторавековой период раздельного существования двух половин Сцинавского княжества. Княжеская половина досталась Глогувско-Жаганьскому князю Генриху V Железному, а затем перешла к его сыновьям, владевшим ею до 1397 года. Младший из них Генрих VIII Врубель, переживший братьев и унаследовавший к концу жизни все отцовские владения, много задолжал князю Конраду II Олесницкому, который после смерти Генриха VIII забрал принадлежавшую ему половину Сцинавского княжества в оплату долга.  Олесницкие князья владели Сцинавой почти век, до 1492 года, когда после пресечения рода все их владения по праву сюзерена отошли к Чешскому королевству.
Королевская половина княжества, в 1361/1365―1368 годах была передана на правах пожизненного владения князю Болеславу II Малому, а в 1384 году пожалована князю Цешинскому Пшемыславу I Носаку. Цешинские князья владели королевской половиной Сцинавского княжества до 1476 года, когда оно стало частью земель чешской короны. Впоследствии ею владели жаганький князь Ян II Безумный и Янош Корвин, внебрачный сын венгерского короля Матвея Корвина. Король Чехии Владислав II Ягеллон в 1490 году отобрал у Яноша Корвина королевскую половину Сцинавского княжества и через три года передал ее князю Казимиру II Цешинскому. Казимир II стал последним сцинавским князем ― после его смерти в 1528 году королевская половина княжества объединилась с княжеской половиной в составе земель чешской короны, которые в 1526 году были унаследованы Габсбургами.
Вплоть до конца Первой силезской войны Сцинава входила в состав Чешского королевства, а в 1742 году перешла к Пруссии.

## Князья Сцинавы
| # | Портрет | Имя (годы жизни)                                       | Родители                                               | Годы правления | Примечания |
| - | ------- | ------------------------------------------------------ | ------------------------------------------------------ | -------------- | --- |
| 1 |         | Конрад II Горбатый (1252/1265 — 11 октября 1304)       | Конрад I Глоговский Саломея Великопольская             | 1278-1284      | князь Жаганьский (с 1284 по 1304 годы) |
| 2 |         | Пшемысл Сцинавский (1255/1265 — 26 февраля 1289)       | Конрад I Глоговский Саломея Великопольская             | 1284-1289      | князь Жаганьский (с 1278 по 1284 годы) |
| 3 |         | Генрих IV Пробус (ок.1258 — 23 июня 1290)              | Генрих III Белый Юдита Мазовецкая                      | 1289-1290      | князь-принцепс Польши (с 1288 по 1290 годы), князь Вроцлавский (с 1266 по 1290 годы), князь Жаганьский (с 1278 по 1284 годы) |
| 4 |         | Генрих III Глоговский (1251/1260 — 3 декабря 1309)     | Конрад I Глоговский Саломея Великопольская             | 1290-1309      | князь Глогувский (с 1273/1274 по 1309 годы), князь Жаганьский (с 1304 по 1309 годы), князь Великопольский (с 1305 по 1309 год) |
| 5 |         | Генрих IV Верный (1291/1292 — 22 января 1342)          | Генрих III Глоговский Матильда Брауншвейг-Люнебургская | 1309-1317      | князь Глогувский (с 1318 по 1321 годы), князь Жаганьский (с 1309 по 1342 годы), князь Великопольский (с 1309 по 1314 год) |
| 6 |         | Конрад I Олесницкий (1292/1298 — 22/27 сентября 1366)  | Генрих III Глоговский Матильда Брауншвейг-Люнебургская | 1309-1312      | князь Жаганьский (с 1309 по 1312 годы), князь Олесницкий (с 1312 по 1313 и с 1321 по 1366 годы), князь Намыслувский (с 1313 по 1323 годы), князь Великопольский (с 1309 по 1312 год), князь Калишский (с 1312 по 1314 год), князь Гнезненский (с 1312 по 1313 год), князь Козленский (с 1355 по 1366 годы), князь Бытомский (с 1357 по 1366 годы) |
| 7 |         | Болеслав Олесницкий (1293/1296 — 1320/1321)            | Генрих III Глоговский Матильда Брауншвейг-Люнебургская | 1309-1312      | князь Жаганьский (с 1309 по 1312 годы), князь Олесницкий (с 1312 по 1366 годы), князь Великопольский (с 1309 по 1312 год), князь Калишский (с 1312 по 1313 год), князь Гнезненский (с 1312 по 1314 год) |
| 8 |         | Пшемысл Глоговский (1300/1308 — 11 января 1331)        | Генрих III Глоговский Матильда Брауншвейг-Люнебургская | 1309-1317      | князь Глогувский (с 1318 по 1331 годы), князь Жаганьский (с 1309 по 1321 годы), князь Великопольский (с 1309 по 1312 год), князь Познанский (с 1312 по 1314 год) |
| 9 |         | Ян Сцинавский (1296/1300 — 7 октября 1361/19 мая 1365) | Генрих III Глоговский Матильда Брауншвейг-Люнебургская | 1309-1361/1365 | князь Жаганьский (с 1309 по 1317 годы), князь Великопольский (с 1309 по 1312 год), князь Познанский (с 1312 по 1314 год) |

| Разделение княжества |

| #                                                | Королевская половина княжества Имя (годы жизни)                              | Годы правления       | #                                                | Княжеская половина княжества Имя (годы жизни)      | Годы правления                                   |
| ------------------------------------------------ | ---------------------------------------------------------------------------- | -------------------- | ------------------------------------------------ | -------------------------------------------------- | ------------------------------------------------ |
| 1                                                | Болеслав II Малый (1309/1312 — 28 июля 1368)                                 | 1361/1365-1368       | 1                                                | Генрих V Железный (1312/1321 — 13 апреля 1369)     | 1365-1369                                        |
| В составе земель Чешской короны                  | В составе земель Чешской короны                                              | 1368-1384            | 2                                                | Генрих VI Старший (ок.1345 — 5 декабря 1393)       | 1369-1378                                        |
| 2                                                | Пшемыслав I Носак (1332/1336 — 23 августа 1410)                              | 1384-1404, 1406-1410 | 3                                                | Генрих VII Румпольд (ок.1350 — 24 декабря 1394)    | 1369-1394                                        |
| 3                                                | Пшемыслав Освенцимский (ок.1365 — 1 января 1406)                             | 1404-1406            | 4                                                | Генрих VIII Врубель (1357/1363 — 14 марта 1397)    | 1369-1378, 1395-1397                             |
| 4                                                | Болеслав I Цешинский (ок. 1363 — 6 мая 1431)                                 | 1410-1431            | 5                                                | Конрад II Олесницкий (1338/1340 — 10 июня 1403)    | 1397-1403                                        |
| 5                                                | Вацлав I Цешинский (1413/1416 — 1474)                                        | 1431-1442            | 6                                                | Конрад III Старый (1354/1359 — 20/28 декабря 1412) | 1377-1412                                        |
| 6                                                | Владислав Глогувский (ок. 1420 — 14 февраля 1460)                            | 1431-1460            | 7                                                | Конрад IV Старший (1380/1390 — 9 августа 1447)     | 1412-1416                                        |
| 7                                                | Пшемыслав II Цешинский (ок. 1420 — 18 марта 1477)                            | 1431-1442, 1460-1476 | 8                                                | Конрад V Кацкий (1381/1387 — 10 сентяюря 1439)     | 1412-1427                                        |
| 8                                                | Болеслав II Цешинский (ок. 1428 — 4 октября 1452)                            | 1431-1442            | 9                                                | Конрад VI Декан (1387/1391 — 3 сентября 1427)      | 1416-1427                                        |
| 9                                                | Маргарита Цельская (жена князя Владислава Глогувского) (1411 — 22 июля 1480) | 1460-1476            | 10                                               | Конрад VII Белый (ок.1390 — 14 февраля 1452)       | 1416-1427, 1444-1450                             |
| В составе земель Чешской короны                  | В составе земель Чешской короны                                              | 1476-1480            | 11                                               | Конрад VIII Младший (1395/1400 — 5 сентября 1444)  | 1416-1444                                        |
| 10                                               | Ян II Жаганьский (16 июня 1435 — 22 сентября 1504)                           | 1480-1488            | 12                                               | Конрад IX Черный (1415/1420 — 14 августа 1471)     | 1450-1452                                        |
| 11                                               | Янош Корвин (2 апреля 1473 — 12 октября 1504)                                | 1488-1490            | 13                                               | Конрад X Белый (ок.1420 — 21 сентября 1492)        | 1450-1492                                        |
| В составе земель Чешской короны                  | В составе земель Чешской короны                                              | 1490-1493            | В 1492 году вошла в состав земель Чешской короны | В 1492 году вошла в состав земель Чешской короны   | В 1492 году вошла в состав земель Чешской короны |
| 12                                               | Казимир II Цешинский (1448/1453 — 13 декабря 1528)                           | 1493-1528            | В 1492 году вошла в состав земель Чешской короны | В 1492 году вошла в состав земель Чешской короны   | В 1492 году вошла в состав земель Чешской короны |
| В 1528 году вошла в состав земель Чешской короны |                                                                              |                      | В 1492 году вошла в состав земель Чешской короны | В 1492 году вошла в состав земель Чешской короны   | В 1492 году вошла в состав земель Чешской короны |